# Macrocheira
Genre
Macrocheira  est un genre de crabes de la famille des Inachidae.
Sa position dans les Majoidea n'est pas établie de manière certaine, anciennement dans les Majidae, actuellement dans les Inachidae, voir dans sa propre famille des Macrocheiridae Dana, 1851.

## Liste d'espèces
- Macrocheira kaempferi (Temminck, 1836)
- †Macrocheira ginzanensis Imaizumi 1971
- †Macrocheira longirostra Schweitzer & Feldmann, 1999
- †Macrocheira teglandi (Rathbun, 1926)

## Référence
- De Haan, 1839 : Crustacea. Fauna Japonica sive Descriptio Animalium, Quae in Itinere per Japoniam, Jussu et Auspiciis Superiorum, qui Summum in India Batava Imperium Tenent, Suscepto, Annis 1823–1830 Collegit, Noitis, Observationibus et Adumbrationibus Illustravit. p. 1–243.